# アレクサンダー広場駅
アレクサンダー広場駅 (Bahnhof Berlin Alexanderplatz)またはアレクサンダー・プラッツ駅 は、ベルリン中心部のミッテ区のアレクサンダー広場にある鉄道駅。長距離列車も停車するベルリンで最も混雑している駅の一つで、交通の中心である。レギオナルバーンとSバーンの5号線、7号線、75号線とUバーンの2号線、5号線、8号線の駅である。Sバーン駅は地上にあり、Uバーン駅は地下にある。

## 歴史

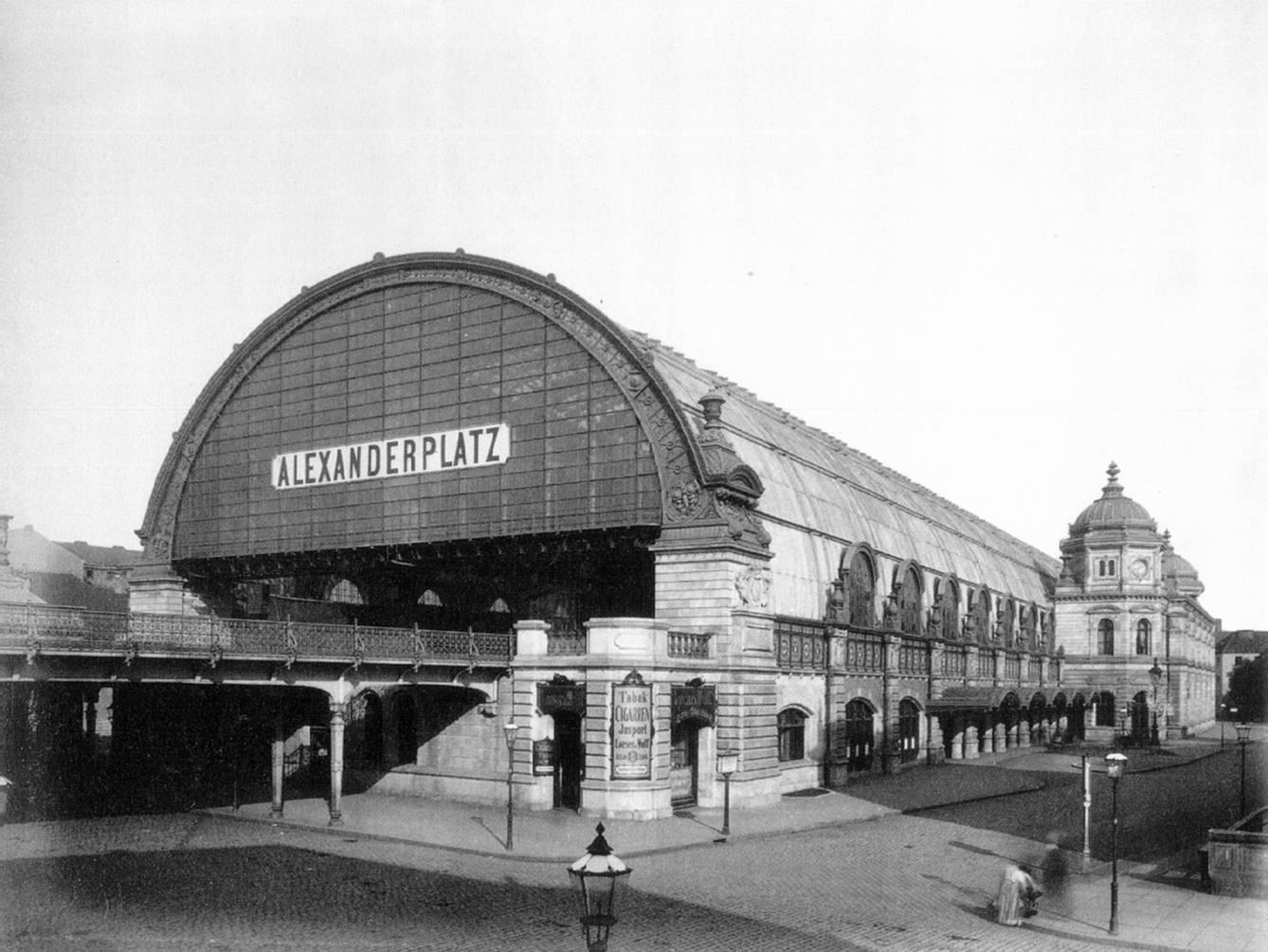
1885年のアレクサンダー広場駅

シャルロッテンブルク駅とベルリン東駅の間の高架上に造られたアレクサンダー広場駅は、1882年2月7日に開業した。1926年、プラットフォーム2本、4番線まで拡張された駅舎が現在の形状に再建された。第二次世界大戦で大きな損傷を受けた。1945年11月4日に営業を再開した。駅舎の再建は、1951年までかかった。
Uバーンは、1913年7月1日、現在のUバーン2号線の駅として開業した。当時のUバーン2号線は、ポツダム広場駅が始発駅で、アレクサンダー広場駅が終着駅であった。Uバーン8号線のプラットフォームが1930年4月18日に完成し、Uバーン5号線のプラットフォームは同年の12月21日に完成した。
ベルリンの壁建設後はUバーン2号線(の当駅を含む区間)と5号線が東側の運行になり、通常営業となった。一方8号線は西側の運行となったため当駅ホームは封鎖され、幽霊駅となった。

## 外部リンク

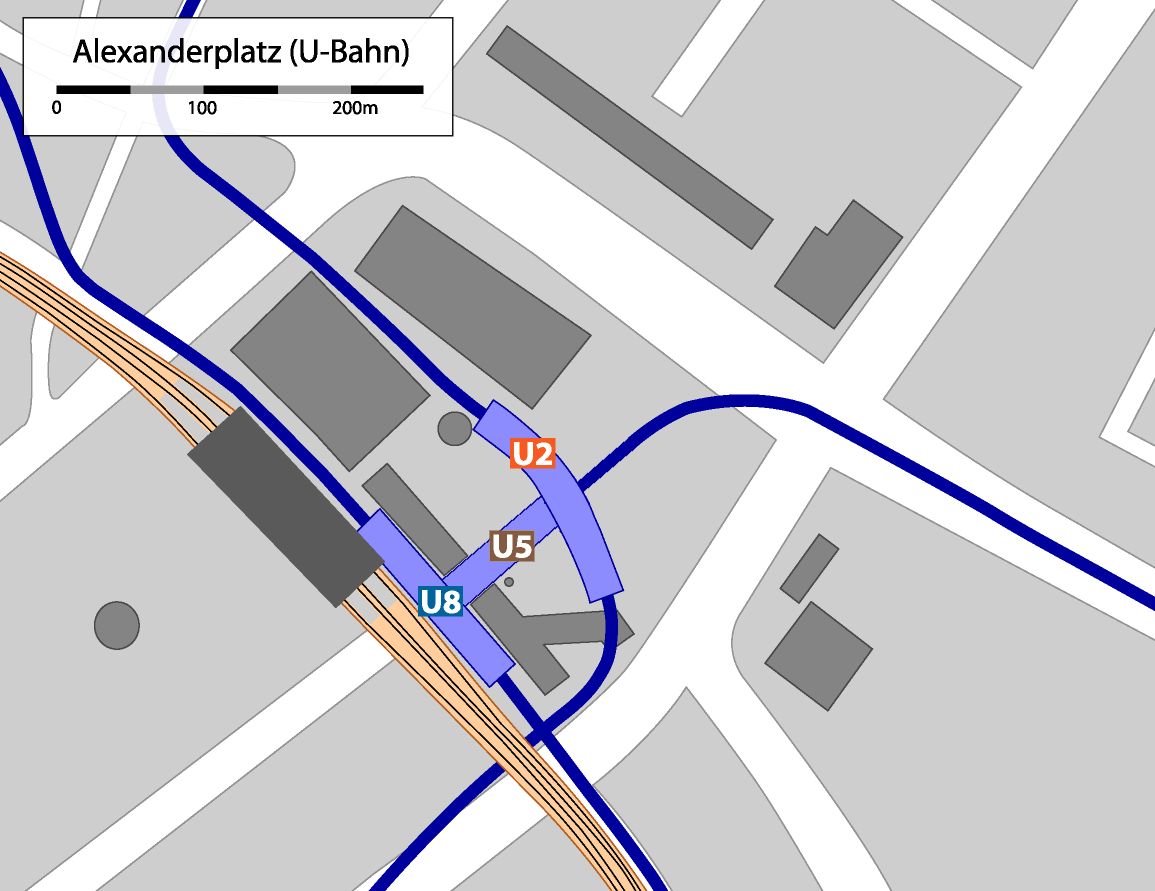
アレクサンダー広場駅

## 駅周辺
- アレクサンダー広場
- ベルリンテレビ塔
- ウーラニアー世界時計
- 赤の市庁舎
- マリエン教会